# 同塔大學
同塔大学，是位于越南湄公河三角洲同塔省高岭市的一所公立多科系高等院校，由越南教育部主管。

## 历史沿革
原为同塔高等师范专科学校，2003年，越南政府副总理范家谦签署08/2003/QĐ-TTG号政令，同意在同塔高等师范专科学校的基础上成立同塔师范大学，并确立由教育部主管的机制，明定该校的人才培訓任務是為同塔省及湄公河三角洲其余各省培訓各級學前班教師、中學教師。并为教育行政人員提供培训与进修。
2009年，越南政府副总理兼教育部长阮善仁签署政令，同意将同塔师范大学改名为同塔大學。

## 学术研究
2022年，同塔大學设有學前教育、小學教育、政治教育、體育教育、數學师范、計算機科學、物理师范、化學师范、生物师范、语文师范、歷史师范、地理师范、音樂师范、美術师范、技術师范，自然科學师范，越南研究（導遊、餐旅管理），英語（师范、翻譯、商務英語、旅遊英語方向）、中文、文化资源管理、工商管理、金融-銀行、會計、環境科學、計算機科學（信息技術）、水產養殖、土地管理、社會工作、農學、生物技術、法学等本科专业，分布在该校11个系所。另外设有专科专业1个，即学前教育。其中，教育管理、教育學（小學教育學）數學理論及教育法、越南語、化學工程、越南歷史为该校的主要培訓科系。
此外，同塔大學也设有華語中心，越南国内一些華語教员也在此进修華語課，该培训中心也为当地的一些高中職校畢業學生提供赴臺留学的華語培训。

## 对外交流
在越南政府著力發展「越寮特殊夥伴關係」的政策下，同塔大學长期招收寮國留学生，并为寮國党政军干部提供了越南语培训。此外，设有華語中心及华语专业的同塔大學也与臺灣的國立高雄應用科技大學、建國科技大學，日本的明海大学等高等院校建立了合作关系，加強師生交流、并建立跨國學位合作机制，派遣留学生前往臺灣、日本深造。